# 高橋理恵子
高橋 理恵子（たかはし りえこ、1967年11月28日 - ）は、日本の声優、女優。演劇集団 円所属。
埼玉県出身。血液型はA型。

## 来歴
京華女子高等学校卒業。1989年に円・演劇研究所に入所し、1992年に演劇集団 円に入団。

## 人物
声種はメゾソプラノ。趣味・特技は書道2段。

## 出演
太字はメインキャラクター。

### テレビアニメ
1996年
- 名探偵コナン（四井麗花）

1999年
- ∀ガンダム（キエル・ハイム、ディアナ・ソレル）

2000年
- 金田一少年の事件簿（2000年 - 2014年、美知世、楊美琴） - 2シリーズ
- 幻想魔伝 最遊記（晶炎）

2001年
- 犬夜叉（弥勒〈子供時代〉）
- 花右京メイド隊（慈悲王リュウカ）

2002年
- 東京ミュウミュウ（白金の母）

2003年
- ONE PIECE（コニス）

2004年
- ケロロ軍曹（かぐや）
- SAMURAI 7（ユキノ）
- 花右京メイド隊 La Verite（慈悲王リュウカ）

2006年
- シムーン（ネヴィリル）
- xxxHOLiC（塗絵）

2007年
- 桃華月憚（北条美鈴）

2008年
- ゴルゴ13（シーリア・アービング）
- true tears（眞一郎の母）

2010年
- 動物かんきょう会議（ゾウのゾウママ）

2011年
- フリージング（シスター＝マーガレット）

2013年
- 義風堂々!! 兼続と慶次（仙桃院）
- ムシブギョー（奈阿姫の母）

2014年
- グラスリップ（深水真理）
- 東京喰種（カネキの母）

2015年
- VENUS PROJECT -CLIMAX-（社長）

2018年
- 刻刻（間島母）
- バジリスク 〜桜花忍法帖〜（七弦の母）
- ONE PIECE エピソードオブ空島（コニス）

2023年
- 魔術士オーフェンはぐれ旅 聖域編（プリーニア）

### 劇場アニメ
- 金田一少年の事件簿2 殺戮のディープブルー（1999年、藍沢茜）
- 劇場版∀ガンダムI・II（2002年、キエル・ハイム、ディアナ・ソレル） - 2部作

### OVA
- 機動戦士ガンダム 第08MS小隊 特別編 ラスト・リゾート（1999年、双子A）

### Webアニメ
- 佐賀県を巡るアニメーション「約束の器 有田の初恋」（淳の母[10]）

### ゲーム
2000年
- SDガンダム GGENERATION（2000年 - 2012年、キエル・ハイム、ディアナ・ソレル） - 7作品
- 竜機伝承3 〜黄昏に導かれし者たち〜（アリス、風の精霊）

2001年
- ICO（ヨルダ）
- スーパーロボット大戦α外伝（キエル・ハイム、ディアナ・ソレル）

2002年
- スター・ウォーズ ギャラクティック・バトルグラウンド（レイア・オーガナ）

2003年
- ONE PIECE グランドバトル! 3（コニス）

2007年
- シムーン 異薔薇戦争〜封印のリ・マージョン〜（ネヴィリル）

2008年
- スーパーロボット大戦Z（ディアナ・ソレル）
- テイルズ オブ ハーツ（2008年 - 2013年、フローラ・スポデューン） - 2作品

2012年
- 機動戦士ガンダム エクストリームバーサス（2012年 - 2016年、ディアナ・ソレル） - 2作品

2018年
- 機動戦士ガンダム エクストリームバーサス2（2018年 - 2025年、ディアナ・ソレル） - 4作品

2019年
- スーパーロボット大戦X-Ω（ディアナ・ソレル）

### ドラマCD
- 里見☆八犬伝（伏姫）
- シムーン CDドラマ「嗚呼、麗しの派遣OL なぜなんだシムーン株式会社」（ネヴィリル）
- 花右京メイド隊 La Verite ドラマCD もーにんぐ編（慈悲王リュウカ）
- 花右京メイド隊 La Verite ドラマCD あふたぬーん編（慈悲王リュウカ）
- 金子みすず詩集（金子みすず）
- テイルズ オブ ハーツ ドラマCD vol.3「緋色の髪の魔王」 （フローラ・スポデューン）
- テイルズ オブ ハーツ ドラマCD vol.5「ねむり姫の詩」（フローラ・スポデューン）
- true tears ドラマCD（眞一郎の母）

### ラジオドラマ
- 青春アドベンチャー（NHK-FM）
  - 『ブルボンの封印』（1993年） - マリエール
  - 『夏への扉』（1995年） - リッキー
  - 『赤と黒（第二部）』（2006年） - フェルヴァック夫人
  - 『ウォーターマン＜第2話／流れ着いた銀河＞』（2006年） - マサミ
  - 『ゼンダ城の虜（全10回）』（2007年）
  - 『世界の終わりの魔法使い（全5回）』（2013年）[11]
  - 『髑髏城の花嫁』（2013年）
  - 『砂漠の王子とタンムズの樹』（2014年）
  - 『谷川俊太郎の詩と旅する　ことのはワンダーランド』（2021年3月1日 - 12日）[12]
  - 『女だてら』（2021年6月28日 - 7月16日）[13]
  - 『嘘の木』（2023年）[14]
- FMシアター（NHK-FM）
  - 『夢の橋』（1992年5月16日）
  - 『医学生』（1993年10月9日）
  - 『冒険者たち』（1994年5月5日）
  - 『ディア・ノーバディ』（1994年10月8日）
  - 『愚者たち』（1995年12月16日）
  - 『滅頂』（1997年8月16日）
  - 『誰がドルンチナを連れ戻したか』（2000年8月19日）
  - 『富士へ』（2007年5月26日） - 穂波
  - 『僕らはみんな、』（2008年1月26日）
  - 『リバイバル』（2010年3月6日）
  - 『ブループリントの岬』（2012年3月31日）
  - 『映画を聴きに行きませんか？』（2013年2月2日）
  - 『水の居る水槽』（2013年6月15日）
  - 『すばらしい日々』（2014年10月4日）
  - 『探しもの』（2015年11月28日）
  - 『声の訪問者』（2016年4月16日）
  - 『船を待つ』（2020年10月17日）[15]
  - 『あの日々たちよ～詩劇としての』（2022年6月11日、塩見三省 作）[16] - オーリガ 役
- 朗読 (ラジオ番組)『「水上滝太郎作品集」銀座復興（全25回）』（NHK第2、2017年10月30日-12月1日）

### 吹き替え

#### 担当女優
ケリー・マクドナルド
- アグネスと幸せのパズル（アグネス）
- ウィズアウト・ユー（ピア）
- 俺たちホームズ&ワトソン（ハドソン夫人）
- ボードウォーク・エンパイア 欲望の街（マーガレット・シュローダー）

ジョディ・ベンソン
- トイ・ストーリーシリーズ（バービー）
  - トイ・ストーリー2
  - トイ・ストーリー3
  - ハワイアン・バケーション

スプレイグ・グレイデン
- パラノーマル・アクティビティシリーズ（クリスティ）
  - パラノーマル・アクティビティ2
  - パラノーマル・アクティビティ3
  - パラノーマル・アクティビティ4

チョン・ドヨン
- ハウスメイド（ウニ）
- プラハの恋人（ユン・ジェヒ）
- ユア・マイ・サンシャイン（ウナ / オップン）

ナタリー・ポートマン
- コールド マウンテン（セーラ）※DVD版
- ここよりどこかで（アン）
- マイ・ブラザー（グレース・ケイヒル）

ペネロペ・クルス
- オリエント急行殺人事件（ピラール・エストラバドス）
- ゴシカ（クロエ・サバ）
- フェラーリ（ラウラ・フェラーリ）

ミシェル・ウィリアムズ
- 鬼教師ミスター・グリフィン（マヤ）
- 彼が二度愛したS（S）
- ドーソンズ・クリーク（ジェン・リンドリー）
- ブローン・アパート（若い母親）
- ランド・オブ・プレンティ（ラナ）

ルーシー・リュー
- ティンカー・ベル シリーズ（シルバーミスト）
  - ティンカー・ベル
  - ティンカー・ベルと月の石
  - ティンカー・ベルと妖精の家
  - ティンカー・ベルと輝く羽の秘密
  - ティンカー・ベルとネバーランドの海賊船
  - ティンカー・ベルと流れ星の伝説

- ピクシー・ホロウ・ゲームズ 妖精たちの祭典

#### 映画
- the EYE 【アイ】（マン・ウォン〈アンジェリカ・リー〉）
- 愛と、死を見つめて（ヨンジュ〈イ・ウンジュ〉）
- I love ペッカー（シェリー〈クリスティーナ・リッチ〉）
- アップダウン・ガールズ（イングリッド〈マーリー・シェルトン〉）
- E.O.D. 重爆物処理班（ジェーン・スミス〈テレサ・チャーチャー〉）
- イン・ジ・アース（オリヴィア〈ヘンリー・スクワイアーズ〉）
- インソムニア（タニヤ〈キャサリン・イザベル〉）※DVD版
- IMPACT インパクト【完全版】（マルティナ〈フロレンティーネ・ラーメ〉）
- ヴィレッジ（キティ・ウォーカー〈ジュディ・グリア〉）※日本テレビ版
- ウォルト・ディズニーの約束（マーガレット・ゴフ〈ルース・ウィルソン〉）
- es（ドラ〈マレン・エッゲルト〉）※ソフト版
- X-MEN2（ユリコ・オオヤマ〈ケリー・フー〉[19]）※テレビ朝日版
- カサノバ（ヴィクトリア〈ナタリー・ドーマー〉）
- 金城武 スクール・デイズ（姫〈ルビー・リン〉）
- 彼女を見ればわかること（キャロル〈キャメロン・ディアス〉）
- 完全犯罪（リサ〈リース・ウィザースプーン〉）
- 奇跡のシンフォニー（ライラ〈ケリー・ラッセル〉）
- 恋するための3つのルール（ジーナ〈ジーン・トリプルホーン〉）
- モンスターバース（ヴィヴィアン・グレアム〈サリー・ホーキンス〉）
  - GODZILLA ゴジラ[20][3]
  - ゴジラ キング・オブ・モンスターズ[21]
- ザ・ウォッチャー（エリー）
- ザ・ビーチ（フランソワーズ〈ヴィルジニー・ルドワイヤン〉）※ビデオ版
- サニー永遠の仲間たち（ナミ〈ユ・ホジョン〉）
- ジェイン・オースティンの読書会（プルーディー〈エミリー・ブラント〉）
- ジゴロ・イン・ニューヨーク（アヴィガル〈ヴァネッサ・パラディ〉）
- ジャック・メスリーヌ フランスで社会の敵No.1と呼ばれた男 Part1（ソフィア〈エレナ・アナヤ〉）
- シャッター アイランド（レイチェル・ソランド〈エミリー・モーティマー〉）
- シャネル&ストラヴィンスキー（カトリーヌ・ストラヴィンスキー〈エレーナ・モロゾヴァ〉）
- 17歳のカルテ（スザンナ〈ウィノナ・ライダー〉）
- スウィート・ノベンバー（サラ〈シャーリーズ・セロン〉）
- スタンピード（ヒラリー〈ジュリエット・ミルズ〉）※ソフト版
- スラッシュ!
- ターザン 失われた都市（ジェーン〈ジェーン・マーチ〉）
- タイムマシン（マーラ〈サマンサ・マンバ〉）※テレビ朝日版
- 堕天使のパスポート（シェナイ〈オドレイ・トトゥ〉）
- 007 カジノロワイヤル (1967年の映画)（ヴェスパー・リンド〈ウルスラ・アンドレス〉）※2016年新録版
- チャイルド・ゲーム（ダフネ〈リュディヴィーヌ・サニエ〉）
- トーゴー（コンスタンス・セパラ〈ジュリアンヌ・ニコルソン〉）
- 友引忌（ソネ〈チェ・ジョンユン〉）
- トラフィック（キャロライン・ウェークフィールド〈エリカ・クリステンセン〉）
- ニルヴァーナ（リザ〈エマニュエル・セニエ〉）
- ネバーエンディング・ストーリー 遙かなる冒険@第1章 楽園の危機（幼ごころの君〈オードリー・ガードナー〉）
- ネバーエンディング・ストーリー 遙かなる冒険/第2章 悪魔の紋章（幼ごころの君 / 月の子〈オードリー・ガードナー〉）
- ネバーエンディング・ストーリー 遙かなる冒険/最終章 新たなる旅立ち（月の子〈オードリー・ガードナー〉）
- バットマン ビギンズ（レイチェル・ドーズ〈ケイティ・ホームズ〉）※日本テレビ版
- ハムナプトラ3 呪われた皇帝の秘宝（リン〈イザベラ・リョン〉[22]）※フジテレビ版
- ビッグムービー（デイジー〈ヘザー・グラハム〉）
- ビッグ・リボウスキ（バニー・リボウスキ〈タラ・リード〉）
- ヒューゴの不思議な発明（リゼット〈エミリー・モーティマー〉）
- ビヨンド・サイレンス（ララ〈シルヴィー・テステュー〉）
- ブラザーズグリム（鏡の女王〈モニカ・ベルッチ〉）
- ブラック・ダリア（ケイ〈スカーレット・ヨハンソン〉）
- ブラックブック（ラヘル / エリス〈カリス・ファン・ハウテン〉）
- プロミスト・ランド（アリス〈ローズマリー・デウィット〉）
- ポーラX（イザベル〈カテリーナ・ゴルベワ〉）
- ホーンティング・オブ・ヘルハウス（サラ〈アイディーン・オドネル〉）
- 真夏の夜の夢（ハーミア〈アンナ・フリエル〉）
- モータルコンバット コンクエスト キング・アンド・クイーン
- ライフ・オブ・デビッド・ゲイル（ビッツィー〈ケイト・ウィンスレット〉）
- ラスト・ブラッド（オニゲン〈小雪〉）
- ラブ・ダイアリーズ（エイプリル〈アイラ・フィッシャー〉）
- リサイクル－死界－（ディンイン〈アンジェリカ・リー〉）
- リメンバー・ミー（ユン・ソウン〈キム・ハヌル〉）
- ローン・レンジャー（レベッカ・リード〈ルース・ウィルソン〉）
- ロスト・イン・スペース（ジュディ〈ヘザー・グレアム〉）
- ロング・エンゲージメント（マチルド〈オドレイ・トトゥ〉）
- ワイルドグリズリー（テリー・ブラッドフォード〈コートニー・ペルドン〉）
- ワンス・アンド・フォーエバー（バーバラ・ゲイガン〈ケリー・ラッセル〉）※フジテレビ版

#### ドラマ
- 愛の記憶はさえずりとともに（イザベル〈クレマンス・ポエジー〉）
- アガサ・クリスティー 無実はさいなむ（カーステン・リンドストローム〈モーヴェン・クリスティ〉[23]）
- アメリカン・ゴシック 〜偽りの一族〜
- アリー my Love
- ER XIV 緊急救命室 #14（ミーア〈ヤラ・マルティネス〉）
- NCIS 〜ネイビー犯罪捜査班 シーズン1 #11（イーガン大尉）
- エレメンタリー ホームズ&ワトソン in NY
- 恐竜SFドラマ プライミーバル 第2章 #3
- コードネーム＞エタニティ（シンダ）
- コールドケース5 #17（ナンシー・パターソン）
- サブリナ（歌手〈ブリトニー・スピアーズ〉）
- スーパーナチュラルシーズン1 #12（レイラ）
- チャームド〜魔女3姉妹〜 シーズン2（シンディ）
- CHUCK/チャック（イルザ・トリンキーナ）
- チャン・オクチョン（仁顕王后〈ホン・スヒョン〉[24]）
- デッド・ゾーン シーズン3-（レベッカ・コールドウェル〈サラ・ウィンター〉）
- 24 -TWENTY FOUR- シーズン2（マリー・ワーナー）
- ドクター・フー #2（コンピュータの女性）
- バグズ〜ハイテクスパイ大作戦（パイク）
- 走れ!ケリー（キャリー）
- バビロン5（リタ・アレキサンダー〈パトリシア・トールマン〉）
- バフィー 〜恋する十字架〜（ドゥルーシラ〈ジュリエット・ランドー〉）
- ふたりは最高! ダーマ&グレッグ #12（ジェニファー）
- プライベート・プラクティス2 迷えるオトナたち #5（カーラ・ウェイ〈ミン・ナ〉）
- プライベート・プラクティス5（ローラ・マーティン）
- THE BLACKLIST/ブラックリスト シーズン2 #1（ローアン・ミルズ / ノーラ・ミルズ〈クリステン・リッター〉）
- ボーイ・ミーツ・ワールド（ヘザー、デーナ）
- BONES（カミール・サローヤン）※シーズン2より
- ミス・マープル6 終わりなき夜に生まれつく（グレタ）
- ムーン・パニック（マルティナ）
- 名探偵ポワロ 満潮に乗って（ロザリーン〈エヴァ・バーシッスル〉）
- メントーズ 世界の偉人たちからのメッセージ
- ランドスケーパーズ 秘密の庭（エマ・ランシング〈ケイト・オフリン〉）
- ロイヤル・スキャンダル 〜エリザベス女王の苦悩〜（ダイアナ妃〈エミリー・ハミルトン〉）
- ローマ警察殺人課アウレリオ・ゼン 3つの事件
- 6人の女 ワケアリなわたしたち（カレン〈ジョゼフィーヌ・ドゥ・モー〉）

#### アニメ
- 少女チャングムの夢（チェ尚宮〈チェ・ソングム〉）
- スター・ウォーズ: バッド・バッチ（エレニ・シンドゥーラ）
- チキンラン（かなづち、めんどり、エドウィナ、ニワトリ、飛ぶ、踊る）
- ライオンキングのティモンとプンバァ（ラーラ、黒ひょうベイビー）

### ラジオ
- Simoun〜電波 DE リ・マージョン〜（インターネットラジオ 2006年7月17日 - 2007年1月15日〈全26回〉）

### テレビドラマ
- 居酒屋兆治（1992年、フジテレビ）
- さすらい刑事旅情編（1994年、テレビ朝日） - 杉村玲子
- 春よ、来い（1994年 - 1995年、NHK） - 山根久子
- ハートにS 第3作「想いを込めた花束」（1995年、フジテレビ）
- 愛していると言ってくれ（1995年、TBS） - 鷺沢緑
- 金曜エンタテイメント（フジテレビ）
  - 鍵師3（1995年） - 玲子
- 結婚しようよ（1996年、TBS）
- 最後の家族旅行 Family Affair（1996年、TBS）

### 舞台
※ カッコ内は役名。以下、公式プロフィールを参照。
- あいにゆくから（千鳥知世）：2003年、演劇集団 円、田原町ステージ 円
- 藍ノ色、沁ミル指ニ：2018年、演劇集団 円、吉祥寺シアター
- 赤い階段の家
- 赤ずきんちゃんの森の狼たちのクリスマス（赤ずきん）：2008年・2011年、演劇集団 円、シアターX 他
- アフター・スクール（品川）
- アメリカ
- あらしのよるに
- 乙女の国
- オリュウノオバ物語
- 女の足の裏
- 昨日・今日・明日（和光映子）
- 吸血鬼
- 鏡花万華鏡「風流線」（若杉幸之助）：2004年、演劇集団 円、紀伊國屋ホール
- 月下
- 東風（聡子）
- 桜の園：青年座スタジオ公演
- 三人姉妹
- 3/3 サンブンノサン（藤倉朝子）
- ショウ・マスト・ゴー・オン〜幕をおろすな（番場のえ）：1994年（再演）、東京サンシャインボーイズ客演、紀伊國屋ホール
- 星の声 チェーホフの妹マリヤは私です
- シラノ・ド・ベルジュラック（ロクサーヌ）
- シーンズ フロム ザ ビッグ ピクチュアー：2010年、演劇集団 円、紀伊國屋ホール
- 〈不思議の国のアリスの〉帽子屋さんのお茶の会（眠りねずみ）
- スカパンの悪だくみ
- 責めありや?責めなきや?
- ソハ、福ノ倚ルトコロ：2022年、演劇集団 円、吉祥寺シアター
- どんどこどん
- 虹
- はだかナおうさま：2018年、演劇集団 円（岸田今日子記念 円・こどもステージ）、シアターΧ
- 春と爪（篠原紗代）
- 羊と兵隊（キキの家庭教師）：2008年、本多劇場・南座
- ヒトガタ（米田梓）
- 天使都市
- ファウスト（マルガレーテ）：2006年、演劇集団 円、紀伊國屋ホール
- ふつうのくま
- ヨーン・ガブリエル・ボルクマン
- リチャード三世（アン）：2003年、演劇集団 円、紀伊國屋ホール
- 私の金子みすゞ（金子みすゞ）

### シリーズ一覧
1. ↑  第1作（2000年）、第2作『R』第1期（2014年）
2. ↑  『F』（2000年）、『F.I.F』（2001年）、『PORTABLE』（2006年）、『WARS』（2009年）、『WORLD』『3D』（2011年）、『OVER WORLD』（2012年）
3. ↑  「無印」（2008年）、『R』（2013年）
4. ↑  『フルブースト』（2012年）、『マキシブースト ON』（2016年）
5. ↑  『エクストリームバーサス2』（2018年）、『クロスブースト』（2021年）、『オーバーブースト』（2023年）、『インフィニットブースト』（2025年）